# Offentligt biträde
Offentligt biträde är enligt svensk lag en person som förordnats enligt Lag (1996:1620) om offentligt biträde.
Offentligt biträde förordnas efter ansökan av den som behöver biträde eller av någon annan som får föra talan. Ansökan ska ges in till den domstol eller myndighet, som handlägger målet eller ärendet. Se 3 § (1996:1620).
Förordnas offentligt biträde betalar staten kostnaderna för biträdet. Till rättshjälpsbiträde får förordnas advokat, biträdande jurist på advokatbyrå eller annan som är lämplig. Har den rättssökande själv föreslagit någon som är lämplig, ska denne förordnas, om det inte medför avsevärt ökade kostnader. Bestämmelserna i 26-29 §§ rättshjälpslagen (1996:1619) ska tillämpas i fråga om offentligt biträde.
I juni 2022 presenterade Riksrevisionen en granskning av hur Migrationsverket, Polismyndigheten och migrationsdomstolarna förordnar offentliga biträden i migrationsärenden och hur deras lämplighet kontrolleras. Granskningen visade att det i huvudsak fungerar bra men att det finns undantag som riskerar leda till att biträdena saknar tillräcklig kompetens, har dömts för grova brott eller av andra skäl är olämpliga för uppdraget. Detta riskerar att drabba människor i utsatta situationer. Bristerna beror bland annat på att det saknas tydligt regelverk för sammanställning av uppgifter om biträden och att det är oklart vilka uppgifter om misskötsamhet som myndigheterna får dela med varandra.